# 남강릉신호장
남강릉신호장(南江陵信號場)은 대한민국 강원특별자치도 강릉시 박월동에 있는 경강선의 신호장이다. 이 신호장을 기준으로 경강선의 서쪽(서원주역)은 복선 구간이고, 동쪽(강릉역)은 단선 구간이다. 강릉기지선과 강릉삼각선은 이 신호장보다 북동쪽으로 조금 더 떨어진 지점에서 분기한다.
이 신호장에는 부본선이 있고 대피 기능이 있다. 당초 경강선은 남강릉역을 종점으로 하는 계획이었으나, 강릉 시가지에서 멀리 떨어져 있는지라 계획이 변경되어 남강릉역은 신호장으로 신설되었다.
남강릉신호장과 청량신호소 사이에 강릉삼각선이 설치되었으며, 이 삼각선을 통해 일부 강릉선 KTX 열차가 강릉역 대신 정동진으로 직진하여 동해역으로 운행한다.
이 곳과 강릉차량사업소로 가는 분기점에서 탈선 사고가 있었다.
본래는 구정면 소재지였다가, 경계가 조정되어 박월동 소재로 변경됐다.

## 연혁
- 2017년 10월 2일: 남강릉신호장 신설[2]

## 같이 보기
- 강릉차량사업소
- KTX 강릉선 탈선사고